# Aranza (Michoacán)
Aranza es una localidad del estado mexicano de Michoacán. Es parte del municipio de Paracho.

## Toponimia
El nombre «Aranza» proviene del purépecha: aranzani. Su significado es «comer poco».

## Demografía
| Gráfica de evolución demográfica |
|                                  |

| Censo | Población |
| ----- | --------- |
| 1900  | 658       |
| 1910  | 659       |
| 1921  | 592       |
| 1930  | 689       |
| 1940  | 792       |
| 1950  | 1090      |
| 1960  | 1268      |
| 1970  | 1795      |
| 1980  | 1870      |
| 1990  | 1881      |
| 2000  | 1590      |
| 2010  | 1881      |
| 2020  | 1950      |